# Oreoneta garrina
Oreoneta garrina là một loài nhện trong họ Linyphiidae.
Loài này thuộc chi Oreoneta. Oreoneta garrina được Ralph Vary Chamberlin miêu tả năm 1949.